# Lasioglossum masculum
Lasioglossum masculum är en biart som först beskrevs av Pérez 1895.  Lasioglossum masculum ingår i släktet smalbin, och familjen vägbin. Inga underarter finns listade i Catalogue of Life.